# 大還閣琴譜

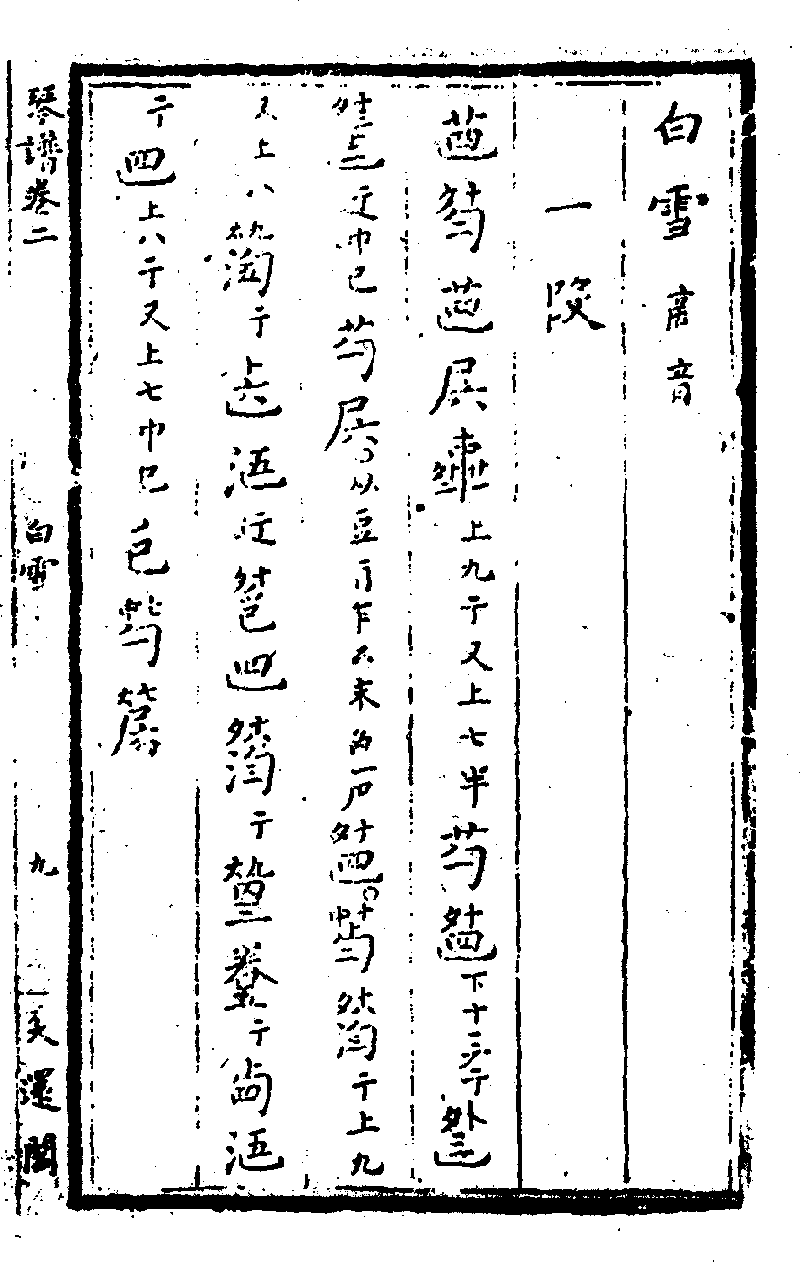
《大还阁琴谱》中的《白雪》谱

《大還閣琴譜》古琴譜，明末婁東徐上瀛撰，清夏溥訂正。

## 琴譜介紹
此譜又名《青山琴譜》。據陸符序稱：“甲申十月，僧寮客舫，邀徐君日出鎖藏譜訂製，冠以琴況，勒乘一書”。由此可知，此譜最後編定當在甲申十月以前。
此書至少有兩個刻本。在徐上瀛晚年，一個不甚知名的彭士聖，曾爲他出了一個刊本。到康熙十二年癸丑蔡毓榮又用徐上瀛的琴弟子夏溥收藏的稿本重刻一次。因刻工稍好，得以流傳。